# Габель Станіслав Іванович
Станісла́в Іва́нович Габ́ель (1849—1924) — оперний співак (бас-кантанте), вокальний педагог, композитор, режисер; заслужений артист Республіки (1923).

## Життєпис

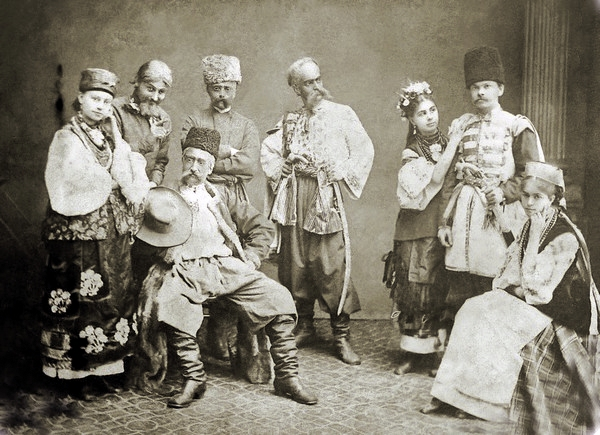
Учасники першої вистави «Різдвяна ніч» Миколи Лисенка, посередині Станіслав Габель. 1873 рік

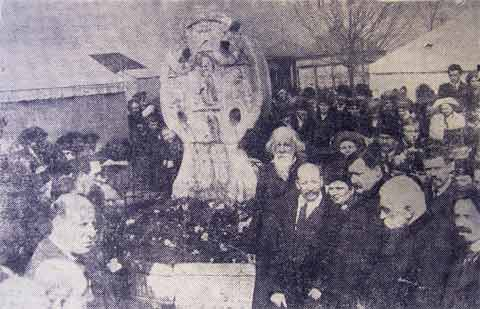
Станіслав Габель під час відкриття пам'ятника на могилі Римського-Корсакова. 1912 рік

Народився у 1849 році у родовому маєтку поблизу села Дударі Київської губернії. Ріс в музичній сім'ї; від 9 років навчався грати на фортепіано — його батько був драгунським полковником, грав на багатьох музичних інструментах та влаштовував у своєму київському будинку музичні концерти.
Початкову освіту здобував у Першій київській гімназії. У 1866 році поступив до Варшавського музичного інституту. Педагогами були Юліуш Янота та Рудольф Штробль, клас фортепіано, клас співу — Франческо Чаффеі, теорії музики — Станіслав Монюшко. Протягом 1870—1873 років продовжив навчання — в Мілані та Парижі (у сина Луїджі Лаблаша). 1874 року повернувся до Російської імперії.
Виступав на концертах — як співак та піаніст, брав участь в оперних постановках, зокрема в опері Різдвяна ніч Миколи Лисенка (друга редакція), у київському театрі виконав партію Пацюка-старого запорожця.
Вирішив продовжити навчання, поступив в Петербурзьку консерваторію, де протягом 1875—1879 років навчався у Камілло Еверарді — клас співу — та Василя Самуся.
Після закінчення навчання залишився в Петербурзькій консерваторії викладати — спочатку як помічник Еверарді, від 1884 року — самостійно; з 1886-го — професор. 1911 року, за пропозицією Олександра Глазунова, отримав звання заслуженого професора. Керував класом сольного співу, завідував оперним класом (разом з Йосипом Палечеком). Здійснював постановки учнівських спектаклів, серед постановок: «Фіделіо» Бетховена, «Весілля Фігаро» та «Дон Жуан» В. А. Моцарта. 1899 року диригував прем'єрою опери «Серед розбійників» Антона Рубінштейна в Петербурзі. В консерваторії працював до 1923 року.
Серед його учнів: Амірджан Беглар Богданович, Андреєв Павло Захарович, Боначич Антон Петрович, Брагін Олександр Михайлович, Бухтояров Дмитро Іванович, Вепринський Борис Семенович, Генджян Магдалина Лук'янівна, Грохольський Володимир Петрович, Єрмаков Антон Степанович, Єршов Іван Васильович, Ільїн Семен Іванович, Інсарова Марія Миколаївна, Ісаченко Костянтин Степанович, Каміонський Оскар Ісакович, Каракаш Михайло Миеолайович, Єкабс Каркліньш, Касторський Володимир Іванович, Кедров Микола Миколайович, Кузя Єфросинія Іванівна, Курзнер Павло Якович, Лабінський Андрій Маркович, Клюзнер Лазар Йосипович, Левідов Йосип Йонович, Луначарський Михайло Васильович, Матвєєв Олександр Матвійович, Матова Олександра Костянтинівна, Мигай Сергій Іванович, Морськой Гаврило Олексійович, Новський Леонід Андріійович, Нолле Микола Михайлович, Кіпрас Петраускас, Сафонов Микола Матвійович, Седльницький Едмунд Станіславович, Секар-Рожанський Антон Владиславович, Тальян Шара Мкртиєвич, Тихонов Павло Ілліч, Томарс Йосип Семенович, Фрейдков Борис Матвійович, Чаров Роман Ісидорович, Чернов Аркадій Якович, Чистяков Микола Петрович.
Також від 1894 року працював педагогом-репетитором в імператорському Маріїнському театрі.
Окрім основної роботи також концертував та писав. Брав участь в українських концертах, виступах хору петербурзьких студентів та в слов'янських концертах у залі петербурзького «Соляного містечка», у виконанні оперних сцен. 1881 року виконав сольну партію в «Реквіємі» Джузеппе Верді в Павловському вокзалі. Був першим виконавцем партій: Кау-Цінга («Син мандарина» Цезаря Кюї, 1879), Найсвітлішого та Пана Голови («Вакула коваль» Миколи Соловйова, 1880).
Є автором кількох романсів: «Сосна», вірші М. Лермонтова; «Мій геній» («О, пам'ять серця»), вірші К. Батюшкова; «Голос в лісі», вірші А. Майкова; «Орач та квітка»; «Чому поблякли рози», переклади з Гейне; «Море виє, море стогне», вірші Д. Давидова.
Брав участь в складенні та редагуванні збірника: «Репертуар співаків та співачок: Зібрання арій, каватин та романсів із кращих класичних та сучасних виробів» — 11 випусків. Випуски I—V (сопрано), VI—VII (мецо-сопрано), VIII, IX (тенор), Х (баритон), XI (бас), 1888—1890.
Йому присвятили свої романси В. Орлов («Східна квітка», 1896) та Римський-Корсаков («Ехо», 1897).

## Пам'ять
- Станіслав Габель епізодичний персонаж у романі Раїси Іванченко «Клятва», присвяченого життю Михайла Драгоманова.
- Композитор Федір Якименко присвятив Станіславу Габелю свій твір для змішаного хору «Поле зыблется цветами» на вірші Аполлона Майкова[2].